# Sangiran

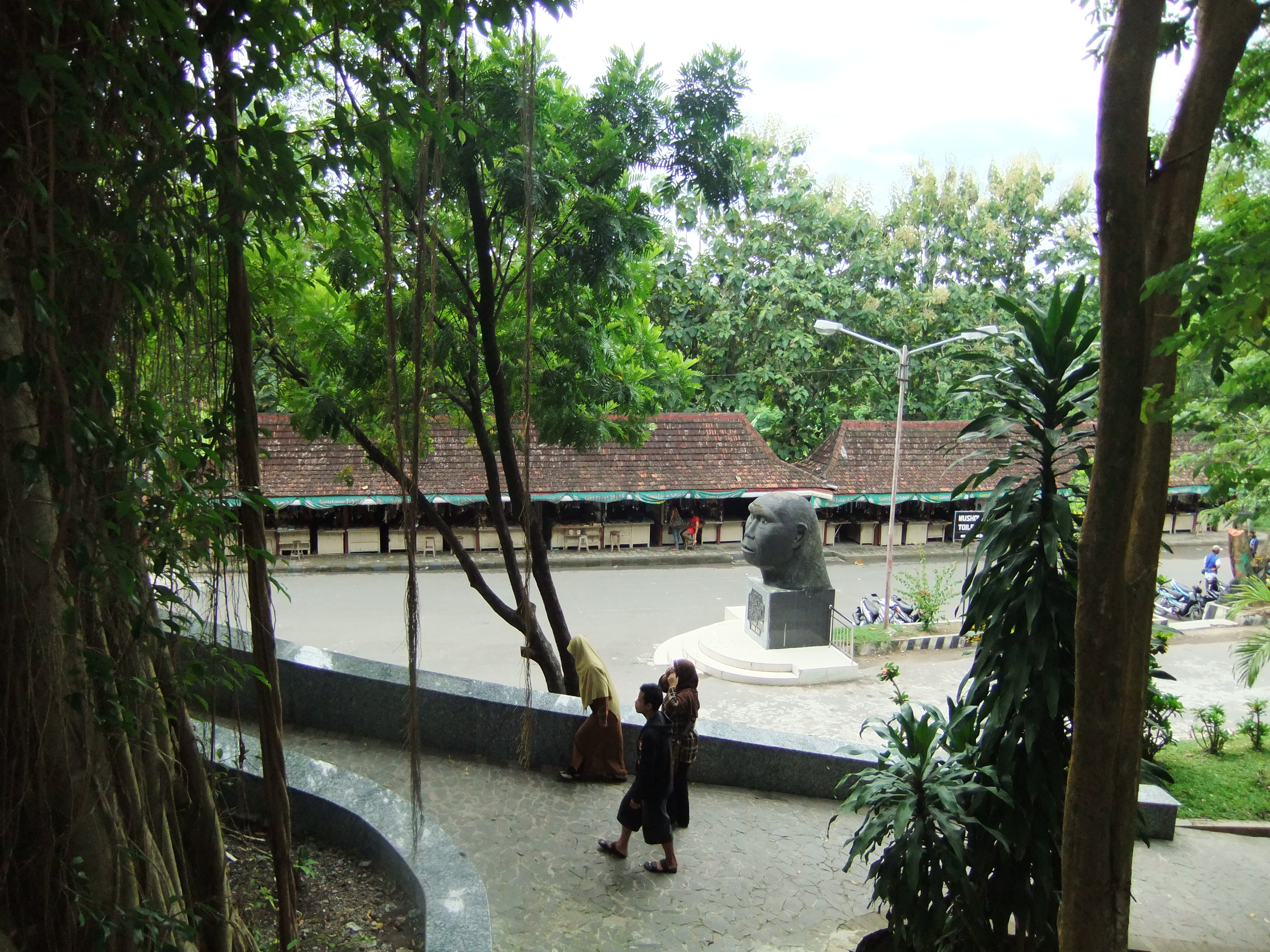
Sangiran

Sangiran is een archeologische opgraving op het eiland Java in Indonesië. Het gebied omvat een oppervlakte van 48 km2 en is gelegen op Midden-Java, ongeveer 15 kilometer ten noorden van Surakarta, in de vallei van de rivier de Solo. In 1996 werd het gebied toegevoegd aan de werelderfgoedlijst van de UNESCO.
In 1934 begon de antropoloog Ralph von Koenigswald met onderzoek in het gebied. Tijdens de opgravingen in de daarop volgende jaren werden fossielen van de eerste voorouderen van de mens, de Pithecanthropus erectus ("javamens") hier gevonden. Sindsdien zijn nog een zestigtal fossielen, waaronder van Meganthropus hier gevonden.
Een belangrijke bijna complete schedel werd gevonden op 13 september 1969.